# 南盘江华吸鳅
南盘江华吸鳅（学名：Sinogastromyzon nanpanjiangensis）为辐鳍鱼纲鲤形目平鳍鳅科华吸鳅属的鱼类。在中国，分布于南盘江水系等。该物种的模式产地在路南县。体长可达5.5公分。本种是李维贤在整理1975年3月采集于云南省南盘江水系的鱼类标本时所发现的。